# Suck My Kiss
"Suck My Kiss" é uma canção da banda de rock Red Hot Chili Peppers. Foi lançada em 1992 como single somente na Austrália, a partir de seu quinto álbum de estudio, Blood Sugar Sex Magik.  Foi feito um clipe para a canção usando imagens do documentário Funky Monks, dirigido por Gavin Bowden. A música está inclusa a compilação Greatest Hits.

## Canções
CD Single (1992)  Austrália
1. "Suck My Kiss" (Versão do álbum)
2. "Search And Destroy" (Non-LP Track)
3. "Fela's Cock" (Non-LP Track)

CD Promo Single (1992)
1. "Suck My Kiss" (Versão do álbum)

7" single (1992)
1. "Suck My Kiss" (Versão de rádio)
2. "Suck My Kiss" (Versão do álbum)

## Membros
- Anthony Kiedis - vocal
- John Frusciante - guitarra
- Flea - baixo
- Chad Smith - bateria

## Posições
| Parada (1992)                         | Melhor Posição |
| ------------------------------------- | -------------- |
| U.S. Billboard Hot Modern Rock Tracks | 15             |
| Austrália ARIA Singles Chart          | 8              |